# Giampiero Savio
Giampiero Savio (Udine, 6 novembre 1959) è un ex cestista italiano.

## Carriera
Uscito dal vivaio dell'APU Udine, con la quale ha vinto lo scudetto juniores nel 1976, ha giocato con la prima squadra della propria città fino al 1982, sempre in serie A2.
Ha all'attivo tre stagioni a Fabriano, tre a Torino, tre a Reggio Calabria, quattro a Verona, con cui ha vinto la Coppa Italia 1991 e la Coppa Korać 1998, una alla Virtus Bologna con la quale ha vinto lo scudetto nel 1993-94, una a Siena e una a Biella, dove ha concluso la carriera nel 1999.
In diciassette stagioni nella serie A italiana, ha totalizzato 517 presenze, chiudendo con 5300 punti, alla media di 10,6 per gara. Assieme a Giacomo Galanda e Nino Cescutti è considerato il più forte cestista udinese di tutti i tempi.
Il suo record di punti in serie A è 32, con la maglia della Viola Reggio Calabria, il 18 dicembre 1988, segnati a Brescia: 3/4 da due punti, 5/7 da tre punti e 11/12 ai tiri liberi, con 8 falli subiti.

## Palmarès

### Club
- Campionato italiano: 1

Virtus Bologna: 1993-94
- Coppa Italia: 1

Scaligera Verona: 1991
- Coppa Korać: 1

Scaligera Verona: 1997-1998

### Nazionale
- Argento Giochi del Mediterraneo 1983

1983
- Bronzo Europei Germania Ovest 1985

1985